# Fine (fiume)
Il fiume Fine è un corso d'acqua che nasce, come il suo omonimo che corre nel territorio di Chianni e Lari,  dal Poggio alla Fine, nelle Colline pisane. Sfocia nel mar Ligure poco più a sud del paese di Rosignano Solvay, in Provincia di Livorno. Il fiume, poco prima di entrare nel territorio livornese, entra nel lago artificiale Solvay, a 43 m s.l.m.

## Il nome
Il nome viene messo in connessione con la funzione che tale fiume, insieme all'omonimo torrente che scorre sul lato occidentale del Poggio alla Fine, aveva di segnare il confine in epoca antica tra i territori della città-stato di Volterra e quelli della città-stato di Pisa. Alcuni attribuiscono l'etimologia della parola "Fine" con l'indicazione geografica del termine della Maremma verso nord sulla costa ma a tutt'oggi non vi sono precise conferme su questa ipotesi.

## Il corso del fiume Fine
Il fiume Fine nasce dal Poggio alla Nebbia, non lontano dal Poggio alla Fine, nelle Colline Pisane, lato Santa Luce (Pi).  
Ha una lunghezza di 22 chilometri ed un regime torrentizio. Nonostante la sua breve lunghezza riesce a dare origine al lago di Santa Luce, invaso artificiale per la raccolta delle acque gestito dalla Solvay S.p.A.. Sfocia ad estuario nel mar Ligure in località Pietrabianca, dopo avere attraversato i comuni di Santa Luce, Orciano Pisano e Rosignano Marittimo (LI).

## Affluenti

### A destra della sorgente
- Rio Savalano, 14 km.

### A sinistra della sorgente
- Torrente Sabbiena, 7 km;
- Torrente Lespa, 10 km;
- Torrente Pesciera, 10 km;
  - Torrente Marmolaio, 6 km (+ 2 km).